# HKT48
HKT48 (skrót od Hakata48) – japońska grupa idolek stworzona przez Yasushiego Akimoto. Jest to trzecia krajowa siostrzana grupa AKB48. HKT48 posiada swój własny teatr, który tymczasowo znajduje się na szóstym piętrze Solaria Stage w Nishitetsu Hall, w Tenjin. Obecnie mają podpisany kontrakt z wytwórnią Universal Music.

## Historia

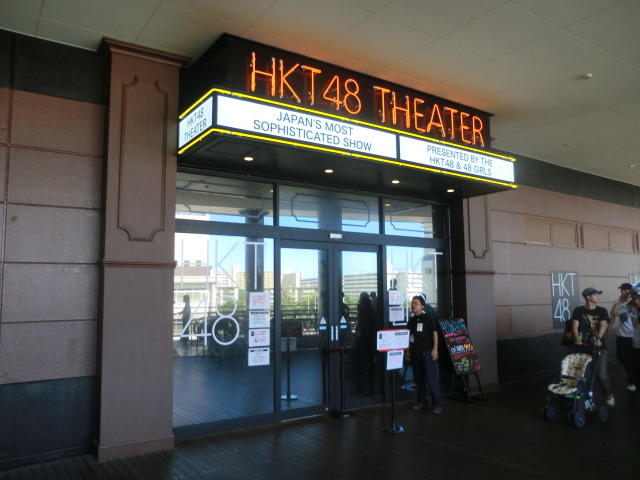
Pierwszy teatr HKT48 w Hawks Town Mall

Yasushi Akimoto po raz pierwszy ujawnił plany utworzenia zespołu HKT48 19 listopada 2008 roku. HKT48 został oficjalnie zapowiedziany 1 maja 2011 roku podczas imprezy AKB48 „handshake event”. Jest czwartą grupą siostrzaną AKB48, utworzoną kolejno po SKE48, SDN48 i NMB48. Grupa bierze swoją nazwę od pierwszego proponowanego miejsca na jej siedzibę – dzielnicy Hakata miasta Fukuoka. Jednakże zamiast wcześniej planowanej Hakata, na siedzibę HKT48 został wybrany teatr w centrum handlowym Hawks Town w sąsiedniej dzielnicy Chūō. Ponadto ogłoszono, że grupa będzie przyjmować wnioski od dziewcząt w wieku od 11 do 22 lat. Pierwszy etap pierwszego w przesłuchania do HKT48 rozpoczął się 31 maja 2011 roku, a wybrane kandydatki wzięły udział w drugim etapie przesłuchań – teście ze śpiewu i tańca, który odbył się w pierwszej połowie lipca. Finał przesłuchania odbył się 10 lipca w hotelu Hilton Fukuoka Sea Hawk Hotel, podczas którego wybrano 24 kandydatki.
Po przejściu przez lekcje tańca i śpiewu, 21 członkiń pierwszej generacji HKT48 zostało po raz pierwszy ujawnionych 23 października podczas „handshake event” AKB48 w Seibu Dome. Najmłodsza członkini grupy, Natsumi Tanaka, urodziła się w 2000 roku. Powiedziała, że „dołączenie do AKB48 jest moją ambicją odkąd skończyłam 5 lat, więc być w tej grupie wydaje się być snem”. Najstarszą członkinią była Yūko Sugamoto, która miała 17 lat w chwili ogłoszenia składu.
Zadebiutowały w teatrze HKT48 26 listopada 2011 roku, występując z repertuarem Te o tsunaginagara, który był pierwotnie wykonywany przez Team S i Team KII zespołu SKE48. 31 grudnia 16 członkiń pojawiło się na scenie 62. edycji Kōhaku Uta Gassen, jako jedna z siostrzanych grup AKB48. 4 marca 2012 roku przedstawiono skład pierwszej drużyny Team H, do której weszło 16 osób. 20 czerwca Rino Sashihara została przeniesiona z AKB48 do HKT48, zostając jej najstarszym członkiem.
23 czerwca 2012 roku odbył się finał przesłuchania drugiej generacji, w którym wybrano 34 z 48 finalistek. 18 sierpnia zarząd ogłosił, że pięć członkiń, 3 z Team H (Komori, Sugamoto i Taniguchi) oraz 2 z Kenkyūsei (Etō i A. Nakanishi) odchodzą z HKT48 „z powodów osobistych”. 24 sierpnia, podczas pierwszego dnia koncertu AKB48 w Tokyo Dome ogłoszono, że Aika Ōta z Team A zostanie przeniesiona do HKT48. 23 września 2012 ogłoszono skład drugiej generacji HKT48.
Debiutancki singel HKT48, Suki! Suki! Skip! ukazał się 20 marca 2013 roku pod wytwórnią Universal Sigma.
31 marca 2016 roku teatr w Hawks Town Mall został zamknięty, ze specjalnym pożegnalnym występem. Nowy teatr został otwarty w Nishitetsu Hall 28 kwietnia 2016 roku.

## Członkinie
Z dniem 16 lutego 2022 grupa składała się z 45 członkiń podzielonych na kilka zespołów: Team H z 15 członkami, Team KIV z 14 członkami, Team TII z 16 członkami. Członkinie Kenkyūsei (jap. 研究生; ang. understudy member) są osobną grupą dziewczyn, które nie zostały awansowane do oficjalnych zespołów, z wyjątkiem członków projektu. „Draft Members” (jap. ドラフト会議) to członkinie wybrane przez publiczne przesłuchanie, w którym liczba wstępnie wybranych kandydatek miała szansę zostać wcielonych do zespołu przez grupę przedstawicielek zespołów.
Zespoły: Team H, Team KIV, Team TII, Kenkyūsei.

### Team H
Natsumi Matsuoka jest kapitanem Team H. Kolor zespołu: ■.
| Imię                              | Data urodzenia            | Generacja |
| --------------------------------- | ------------------------- | --------- |
| Yuka Akiyoshi (jap. 秋吉優花)     | 24 października 2000(dts) | 2.        |
| Yueru Itō (jap. 伊藤優絵瑠)       | 24 października 2003(dts) | Draft 3.  |
| Haruka Ueno (jap. 上野遥)         | 20 września 1999(dts)     | 2.        |
| Rina Kuriyama (jap. 栗山梨奈)     | 30 grudnia 2000(dts)      | 5.        |
| Yui Kōjina (jap. 神志那結衣)      | 24 stycznia 1998(dts)     | 2.        |
| Riko Sakaguchi (jap. 坂口理子)    | 26 lipca 1994(dts)        | 2.        |
| Rino Sakamoto (jap. 坂本りの)     | 10 czerwca 2002(dts)      | 5.        |
| Meru Tashima (jap. 田島芽瑠)      | 7 stycznia 2000(dts)      | 2.        |
| Miku Tanaka (jap. 田中美久)       | 12 września 2001(dts)     | 3.        |
| Aki Toyonaga (jap. 豊永阿紀)      | 25 października 1999(dts) | 4.        |
| Natsumi Matsuoka (jap. 松岡菜摘)  | 8 sierpnia 1996(dts)      | 1.        |
| Rimika Mizukami (jap. 水上凜巳花) | 10 lipca 2003(dts)        | 5.        |
| Wakana Murakami (jap. 村上和叶)   | 30 marca 2003(dts)        | 5.        |
| Nako Yabuki (jap. 矢吹奈子)       | 18 czerwca 2001(dts)      | 3.        |
| Akari Watanabe (jap. 渡部愛加里)  | 18 października 2004(dts) | Draft 3.  |

Absolwentki
| Absolwentki Team H |
| --- |
| - Yui Komori (jap. 古森結衣) (ur. 2 grudnia 1997(dts)), ukończyła 18 sierpnia 2012 - Yūko Sugamoto (jap. 菅本裕子) (ur. 20 maja 1994(dts)), ukończyła 18 sierpnia 2012 - Airi Taniguchi (jap. 谷口愛理) (ur. 14 marca 1999(dts)), ukończyła 18 sierpnia 2012 - Izumi Umemoto (jap. 梅本泉) (ur. 15 maja 1997(dts)), ukończyła 27 grudnia 2015 - Chihiro Anai (jap. 穴井千尋) (ur. 27 stycznia 1996(dts)), ukończyła 31 lipca 2016 - Haruka Wakatabe (jap. 若田部遥) (ur. 26 września 1998(dts)), ukończyła 5 lutego 2017 - Naoko Okamoto (jap. 岡本尚子) (ur. 4 kwietnia 1996(dts)), ukończyła 8 maja 2017 - Yuriya Inoue (jap. 井上由莉耶) (ur. 15 czerwca 1999(dts)), ukończyła 12 czerwca 2017 - Mashiro Ui (jap. 宇井真白) (ur. 31 stycznia 2000(dts)), ukończyła 21 marca 2018 - Marina Yamada (jap. 山田麻莉奈) (ur. 24 marca 1995(dts)), ukończyła 20 kwietnia 2018 - Mao Yamamoto (jap. 山本茉央) (ur. 18 września 1996(dts)), ukończyła 21 maja 2018 - Rino Sashihara (jap. 指原莉乃) (ur. 21 listopada 1992(dts)), ukończyła 28 kwietnia 2019 - Haruka Kodama (jap. 兒玉遥) (ur. 19 września 1996(dts)), ukończyła 9 czerwca 2019 - Hiroka Komada (jap. 駒田京伽) (ur. 21 listopada 1996(dts)), ukończyła 17 czerwca 2019 - Natsumi Tanaka (jap. 田中菜津美) (ur. 10 sierpnia 2000(dts)), ukończyła 11 stycznia 2020 - Kaede Kamijima (jap. 上島楓) (ur. 22 sierpnia 2001(dts)), ukończyła 9 stycznia 2022 |

### Team KIV
Aoi Motomura jest kapitanem Team KIV. Kolor zespołu: ■.
| Imię                              | Data urodzenia           | Generacja |
| --------------------------------- | ------------------------ | --------- |
| Ibuki Ishibashi (jap. 石橋颯)     | 22 lipca 2005(dts)       | 5.        |
| Airi Ichimura (jap. 市村愛里)     | 13 lutego 2001(dts)      | 5.        |
| Mina Imada (jap. 今田美奈)        | 19 września 1996(dts)    | 1.        |
| Hirona Unjō (jap. 運上弘菜)       | 9 sierpnia 1998(dts)     | 4.        |
| Hijiri Kawahira (jap. 川平聖)     | 27 lipca 2004(dts)       | 5.        |
| Serina Kumazawa (jap. 熊沢世莉奈) | 17 kwietnia 1997(dts)    | 1.        |
| Yuki Shimono (jap. 下野由貴)      | 2 kwietnia 1998(dts)     | 1.        |
| Kurumi Takemoto (jap. 竹本くるみ) | 22 lutego 2004(dts)      | 5.        |
| Iori Tanaka (jap. 田中伊桜莉)     | 31 sierpnia 2002(dts)    | 5.        |
| Nene Jitoe (jap. 地頭江音々)      | 27 września 2000(dts)    | 4.        |
| Miyabi Nagano (jap. 長野雅)       | 3 października 1999(dts) | 5.        |
| Sayaka Baba (jap. 馬場彩華)       | 2 maja 2004(dts)         | Draft 3.  |
| Mai Fuchigami (jap. 渕上舞)       | 21 września 1996(dts)    | 2.        |
| Aoi Motomura (jap. 本村碧唯)      | 31 maja 1998(dts)        | 1.        |

Absolwentki
| Absolwentki Team KIV |
| --- |
| - Manami Kusaba (jap. 草場 愛) (ur. 17 października 1995(dts)), ukończyła 30 kwietnia 2015 - Izumi Gotō (jap. 後藤 泉) (ur. 27 września 1997(dts)), ukończyła 30 października 2015 - Raira Itō (jap. 伊藤 来笑) (ur. 31 października 1998(dts)), ukończyła 29 lutego 2016 - Kanna Okada (jap. 岡田 栞奈) (ur. 26 czerwca 1997(dts)), ukończyła 22 marca 2016 - Aika Ōta (jap. 多田愛佳) (ur. 8 grudnia 1994(dts)), ukończyła 10 kwietnia 2017 - Yūka Tanaka (jap. 田中優香) (ur. 7 czerwca 2000(dts)), ukończyła 28 lutego 2018 - Asuka Tomiyoshi (jap. 冨吉明日香) (ur. 20 września 1997(dts)), ukończyła 28 marca 2019 - Shino Iwahana (jap. 岩花詩乃) (ur. 1 kwietnia 2000(dts)), ukończyła 21 czerwca 2019 - Nao Ueki (jap. 植木南央) (ur. 8 grudnia 1997(dts)), ukończyła 31 lipca 2019 - Mio Tomonaga (jap. 朝長美桜) (ur. 17 maja 1998(dts)), ukończyła 15 stycznia 2020 - Maiko Fukagawa (jap. 深川舞子) (ur. 5 lipca 1999(dts)), ukończyła 22 lutego 2020 - Madoka Moriyasu (jap. 森保まどか) (ur. 26 lipca 1997(dts)), ukończyła 29 maja 2021 - Sakura Miyawaki (jap. 宮脇咲良) (ur. 19 marca 1998(dts)), ukończyła 19 czerwca 2021 - Anna Murashige (jap. 村重杏奈) (ur. 29 lipca 1998(dts)), ukończyła 27 grudnia 2021 |

### Team TII
Emily Yamashita i Hazuki Hokazono mają odpowiednio pozycję kapitana i współkapitana Team TII. Kolor zespołu: ■.
| Imię                                 | Data urodzenia            | Generacja |
| ------------------------------------ | ------------------------- | --------- |
| Misaki Aramaki (jap. 荒巻美咲)       | 28 stycznia 2001(dts)     | 3.        |
| Maria Imamura (jap. 今村麻莉愛)      | 14 września 2003(dts)     | Draft 2.  |
| Ayaka Oda (jap. 小田彩加)            | 9 lutego 1999(dts)        | 4.        |
| Sae Kurihara (jap. 栗原紗英)         | 20 czerwca 1996(dts)      | 3.        |
| Hinano Gotō (jap. 後藤陽菜乃)        | 8 marca 2005(dts)         | 5.        |
| Moeka Sakai (jap. 堺萌香)            | 25 sierpnia 1998(dts)     | 4.        |
| Erena Sakamoto (jap. 坂本愛玲菜)     | 12 września 2000(dts)     | 3.        |
| Ai Seki (jap. 石安伊)                | 31 grudnia 2000(dts)      | 4.        |
| Tomoka Takeda (jap. 武田智加)        | 25 lutego 2003(dts)       | 4.        |
| Hazuki Hokazono (jap. 外薗葉月)      | 17 stycznia 1999(dts)     | 3.        |
| Hana Matsuoka (jap. 松岡はな)        | 19 stycznia 2000(dts)     | Draft 2.  |
| Hinata Matsumoto (jap. 松本日向はな) | 11 grudnia 2000(dts)      | 4.        |
| Sono Miyazaki (jap. 松岡宮﨑想乃)    | 30 października 2000(dts) | 4.        |
| Vivian Murakawa (jap. 村川緋杏)      | 3 grudnia 1999(dts)       | Draft 2.  |
| Yūna Yamauchi (jap. 山内 祐奈)       | 6 lipca 1999(dts)         | 3.        |
| Emily Yamashita (jap. 山下 エミリー) | 19 grudnia 1999(dts)      | 3.        |

Absolwentki
| Absolwentki Team TII |
| --- |
| - Riko Tsutsui (jap. 筒井莉子) (ur. 22 lutego 2000(dts)), ukończyła 29 maja 2017 - Yumi Matsuda (jap. 松田祐実) (ur. 13 maja 2002(dts)), ukończyła 27 grudnia 2018 - Amane Tsukiashi (jap. 月足天音) (ur. 26 października 1999(dts)), ukończyła 30 marca 2020 - Rio Shimizu (jap. 清水梨央) (ur. 10 października 2003(dts)), ukończyła 20 grudnia 2021 |

## Dyskografia

### Single
| Rok  | Tytuł                                                                       | Ranking                     | Ranking                 | Sprzedaż | Sprzedaż        | Album       |
| Rok  | Tytuł                                                                       | Oricon Weekly Singles Chart | Billboard Japan Hot 100 | Oricon   | Billboard Japan | Album       |
| ---- | --------------------------------------------------------------------------- | --------------------------- | ----------------------- | -------- | --------------- | ----------- |
| 2013 | „Suki! Suki! Skip!” (jap. スキ！スキ！スキップ！)                           | 1                           | 2                       | 291 876  |                 | 092         |
| 2013 | „Melon Juice” (jap. メロンジュース)                                         | 1                           | 1                       | 306 014  |                 | 092         |
| 2014 | „Sakura, minna de tabeta” (jap. 桜、みんなで食べた)                         | 1                           | 1                       | 331 015  |                 | 092         |
| 2014 | „Hikaeme I love you!” (jap. 控えめI love you!)                              | 1                           | 1                       | 318 533  |                 | 092         |
| 2015 | „12 byō” (jap. 12秒)                                                        | 1                           | 3                       | 337 237  |                 | 092         |
| 2015 | „Shekarashika!” (jap. しぇからしか!)                                        | 1                           | 3                       | 345 413  |                 | 092         |
| 2016 | „74 okubun no 1 no kimi e” (jap. 74億分の1の君へ)                           | 1                           | 1                       | 305 137  | 379 439+        | 092         |
| 2016 | „Saikō ka yo” (jap. 最高かよ)                                               | 1                           | 1                       | 345 267  | 427 908+        | 092         |
| 2017 | „Bagutte iijan” (jap. バグっていいじゃん)                                   | 1                           | 1                       | 274 545  | 404 163+        | 092         |
| 2017 | „Kiss wa matsushikanai no deshō ka?” (jap. キスは待つしかないのでしょうか?) | 1                           | 1                       | 260 757  | 321 159+        | 092         |
| 2018 | „Hayaokuri Calendar” (jap. 早送りカレンダー)                                | 1                           | 1                       | 271 260  | 320 281+        | Outstanding |
| 2019 | „Ishi” (jap. 意志)                                                          | 1                           | 1                       | 304 821  | 369 081+        | Outstanding |
| 2020 | „3-2”                                                                       | 1                           | 1                       | 187 442  | 197 610+        | Outstanding |
| 2021 | „Kimi to doko ka e ikitai” (jap. 君とどこかへ行きたい)                      | 2                           | 2                       | 162 780  | 212 359+        | Outstanding |

### Albumy
- 092 (2017)
- Outstanding (2021)